# Centro de Interpretación Olivar y Aceite
El Centro de Interpretación Olivar y Aceite es un centro de carácter turístico y museístico dedicado a divulgación del aceite de oliva virgen y situado en el edificio de la Casa de la Tercia de Úbeda en la provincia de Jaén. En la actualidad consta de más de 1 200 metros cuadrados incluyendo diferentes salas entre las que destacan un área de museo, salas de exposiciones, aulas de cocina e infantiles, salas de conferencias y formación.

## Historia
El Centro es una iniciativa puesta en marcha por el Ayuntamiento de Úbeda en el año 2013 y que en la actualidad se encuentra gestionado por la Asociación Olivar y Aceite. Una asociación sin ánimo de lucro que agrupa entidades públicas y privadas tales como ayuntamientos, almazaras, organizaciones agrarias, empresas de ingeniería y servicios turísticos o empresas que trabajan con el aceite de oliva virgen extra como materia prima y todas con el objetivo de promover la cultura del aceite de oliva y el oleoturismo.

## Localización
El Centro de Interpretación Olivar y Aceite se encuentra situado en la denominada Casa de la Tercia en pleno centro histórico de la ciudad de Úbeda, en la Corredera de San Fernando. Un edificio del siglo XVII que en el pasado acogió a la biblioteca de la UNED, a la oficina del consumidor o más recientemente a la Denominación de Origen Campiñas de Jaén.